# 新街暴动纪念碑
新街暴动纪念碑又稱金山新街暴动纪念碑，是位於中華人民共和國上海市金山區金山工业区新街村的一块7米宽、3.5米高的大理石纪念碑。該紀念碑建於1997年4月，為金山區愛國主義教育基地，紀念的是新街暴动。
新街暴动發生於1929年2月6日金山縣亭林镇以南的新街镇，由中共金山（浦南）县委策劃。當天夜裡中共金山县党组织负责人李一谔带领金山、平湖两县交界地区的中國共产党黨员等共300多人在新街附近的伍坟庙集合前往新街，並包围當地土豪张忍伯家，暴动队伍烧毁前埭院宅，并在新街小巷張貼张忍伯的罪状，枪决新街附近公安局水警探子张银奎、刘少键，大石头坐探小金荣等8人。國民政府军警聞訊後出動，中共金山（浦南）县委机关於是撤往浙江平湖东乡的转角湾。
1929年2月26日，李一谔回金山开会，由于被人告發，2月27日早晨，李一谔在金山钱圩八字桥附近被军警逮捕，3月10日被國民政府處決。